# 彼と彼女の第2章
『彼と彼女の第2章』（かれとかのじょのだいにしょう、原題：Forget Paris）は、1995年制作のアメリカ合衆国のロマンティック・コメディ映画。
ビリー・クリスタルが監督・製作・脚本・主演の4役をこなし、結婚の理想と現実をテーマに描く。

## あらすじ
NBAで審判員をしているミッキーは父の遺言で遺体をパリに埋葬することになったが、現地で棺が紛失するというトラブルに見舞われてしまう。
そんな彼を助けたのは、現地の航空会社に勤務するアメリカ人女性のエレンだった。2人はこの事をきっかけに惹かれ合い、ついにミッキーはエレンに告白、エレンは別居中のフランス人の夫と正式に離婚し、2人はアメリカで新しい生活を始める。しかしやがて、2人の間にはすれ違いが生じ始める。

## キャスト
※括弧内は日本語吹替。
- ミッキー・ゴードン：ビリー・クリスタル（古川登志夫）
- エレン：デブラ・ウィンガー（高島雅羅）
- アンディ：ジョー・マンテーニャ（野島昭生）
- リズ：シンシア・スティーヴンソン（山田栄子）
- クレイグ：リチャード・メイサー（仲野裕）
- ルーシー：ジュリー・カヴナー（さとうあい）
- ジャック：ジョン・スペンサー（伊井篤史）
- ロイス：キャシー・モリアーティ（藤木聖子）
- アーサー：ウィリアム・ヒッキー（城山堅）
- トミー：トム・ライト（荒川太郎）
- ロバート・コスタンゾ
- クリント・ハワード
- ダン・カステラネタ（クレジットなし）

※このほか、チャールズ・バークレーなどNBAのスタープレイヤーが特別出演している。